# Angry Birds
Angry Birds – seria gier komputerowych zapoczątkowana w grudniu 2009 roku przez Rovio Entertainment, w której gracze używają procy, z której wystrzeliwuje się ptaki w kierunku świń umiejscowionych na różnych strukturach. Warunkiem zaliczenia planszy jest zniszczenie wszystkich świń. Pierwsza gra została wydana w grudniu 2009 roku na platformy iOS oraz Maemo. Od tego czasu w App Store sprzedanych zostało ponad 12 milionów kopii gry. Fakt ten wpłynął na decyzję producenta, by stworzyć wersje na inne smartfony w wersji dotykowej, takie jak te używające systemu Android (i inne). Rovio Entertainment zasiliło Angry Birds wieloma darmowymi aktualizacjami z dodatkami do zawartości gry. Stworzono również samodzielne (związane ze świętami, np. Halloween) wersje gry. Gra została zainspirowana szkicem ptaków bez widocznych nóg ani skrzydeł.
Gra Angry Birds zyskała uznanie dzięki udanemu połączeniu wciągającej rozgrywki, zabawnego stylu i niskiej ceny. Popularność gry wpłynęła na decyzję o przeniesieniu jej na inne platformy – komputery i konsole wideo oraz dalekosiężne plany wykorzystania postaci z gry w kontekście filmów i seriali telewizyjnych. W Angry Birds miesięcznie grało w 2011 roku ponad 40 mln użytkowników.
Angry Birds odniosła ogromny sukces komercyjny – pobrano ponad 5 miliardów kopii na wszystkie platformy.

## Rozgrywka
Gracze przejmują kontrolę nad stadem ptaków próbujących odzyskać jajka, które zostały im ukradzione przez złe zielone świnie. Na każdym poziomie świnie są osłonięte konstrukcjami utworzonymi z różnych materiałów tj. drewna, szkła, lodu i kamienia. Celem gry jest eliminacja wszystkich świń na danym poziomie. Gracze, używając procy, wyrzucają w powietrze ptaki, próbując trafić prosto w świnie lub niszcząc konstrukcje, które po rozpadnięciu odsłonią świnie lub też, rozpadając się, zniszczą również świnie.
W grze do dyspozycji jest kilka różnych typów ptaków, z których każdy cechuje się specjalnymi zdolnościami. Na najwcześniejszych poziomach jedynym dostępnym ptakiem jest czerwony ptak. W trakcie postępu gry, kolejne rodzaje ptaków stają się dostępne dla gracza. Jeśli wszystkie świnie zostaną pokonane, zanim wykorzysta się wszystkie rzuty ptakami, poziom jest zaliczony, co powoduje odblokowanie kolejnego etapu.
Punkty przyznawane są za każdą pokonaną świnię jak i za zniszczenie konstrukcji. Dodatkowe, bonusowe punkty, przyznawane są za każdego niewykorzystanego do rzutu ptaka (gdy poziom zostanie zakończony).
Po zaliczeniu każdego poziomu, gracze otrzymują jedną, dwie lub trzy gwiazdy, w zależności od otrzymanego wyniku. Gracze mogą ponownie próbować przejść poziom, jeśli chcą polepszyć swój wynik. Mogą też wracać do różnych poziomów i przechodzić je ponownie, jeśli chcą poprawić ogólny, końcowy wynik gry.

## Seria gier Angry Birds
- Angry Birds Classic (10 grudnia 2009)[18]
- Angry Birds Seasons (wcześniej znana jako Angry Birds Halloween, 21 października 2010)[19][20]
- Angry Birds Rio (22 marca 2011)[21]
- Angry Birds Friends (13 lutego 2012 jako gra na serwisie Facebook. 2 maja 2013 roku gra została wydana na urządzenia z systemami iOS oraz Android)[22]
- Angry Birds Space (22 marca 2012)[23]
- Bad Piggies (spin-off gry Angry Birds, 27 września 2012)[24]
- Angry Birds Trilogy (zawierająca pierwsze trzy gry, 25 września 2012 roku gra została wydana na konsole Xbox 360, PlayStation 3 oraz Nintendo 3DS, 13 sierpnia 2013 roku na konsole Wii oraz Wii U, oraz 16 października 2013 roku na konsolę PlayStation Vita)[25]
- Angry Birds Star Wars (8 lipca 2012)[26]
- Angry Birds Star Wars II (18 września 2013)[27]
- Angry Birds Go! (11 grudnia 2013)[28]
- Angry Birds Epic (12 czerwca 2014)[29]
- Angry Birds Stella ⁣(4 września 2014)[30]
- Angry Birds Transformers (15 października 2014)[31]
- Angry Birds Stella POP! (12 marca 2015)[32]
- Angry Birds Fight! (11 czerwca 2015)[33]
- Angry Birds 2 (30 lipca 2015)[34]
- Angry Birds Action! (28 kwietnia 2016)[35]
- Angry Birds Blast! (21 grudnia 2016)[36]
- Angry Birds Evolution (19 czerwca 2019)[37]
- Angry Birds Match
- Angry Birds Dream Blast (24 stycznia 2019)[38]
- Angry Birds Blast Island (1 lutego 2018)[39]
- Angry Birds VR: Isle of Pigs (7 lutego 2019)[40]
- Angry Birds Explore
- Angry Birds POP Blast
- Angry Birds Reloaded (rekreacja gry Angry Birds Classic, wyłącznie w ramach subskrypcji Apple Arcade, 16 lipca 2021)[41][42]
- Angry Birds Journey (wcześniej znana jako Angry Birds Causal, 20 stycznia 2022)[43]
- Rovio Classics: Angry Birds (odtworzenie gry Angry Birds Classic, teraz znana jako Red's First Flight, 31 marca 2022. 23 lutego 2023 roku gra została usunięta ze sklepu Google Play⁣, ponieważ popularność gry źle wypływała na inne gry z serii)[44][45]
- Angry Birds Bounce (3 Lipca 2025, Tylko w usłudze Apple Arcade)[46]

W 2019 roku pierwsza część serii, Angry Birds Classic, wraz z innymi starszymi tytułami została usunięta ze sklepów App Store i Google Play. Producent swoją decyzję tłumaczył chęcią skupienia wysiłków nad aktualizacją nowszych produkcji.

## Film
20 maja 2016 odbyła się premiera filmu animowanego Angry Birds, który powstał na podstawie gry. Siedem dni później odbyła się premiera filmu w Polsce. W sierpniu 2019 miała premierę kontynuacja filmu – Angry Birds 2.

## Czasopismo
Wydawnictwo Egmont rozpoczęło w 2013 roku sprzedaż czasopisma „Angry Birds Magazine”, nawiązującego do serii gier. Jest ono wydawane w Polsce przez Egmont Polska jako „Angry Birds Magazyn”.